# Dorothy Hamill
Dorothy Stuart Hamill (Chicago, Illinois, 26 de julio de 1956) es una ex-patinadora sobre hielo estadounidense. Fue campeona olímpica de 1976 y campeona mundial de 1976 en solos femeninos.

## Primeros años
Hamill nació en Chicago, Illinois, de Chalmers y Carol Hamill. Su padre era ingeniero mecánico. Poco después de su nacimiento, su familia se mudó al vecindario Riverside de Greenwich, Connecticut, donde Hamill pasó el resto de su infancia. Ella tiene dos hermanos mayores, un hermano, Sandy, y una hermana, Marcia.
Hamill empezó a patinar a principios de 1965 a la edad de 8 años, tomando clases de grupo una vez por semana. Ella se volvió más seria sobre el deporte la próxima temporada, tomando lecciones privadas regulares y pasando su prueba preliminar y primera figura antes de la pista estacional cerrada en marzo. Se despertaría temprano en la mañana para ir a la pista para practicar a las 4:30 a. m.. Hamill fue entrenado primero por Otto Gold y Gustave Lussi. El tiempo de hielo era limitado en su área, por lo que eventualmente comenzó a entrenar en Sky Rink en Nueva York, pasando la noche en la ciudad con amigos cuando era posible. En los veranos, Hamill entrenó en Lake Placid, Nueva York y más tarde en Toronto con su entrenadorA en ese momento, Sonya Dunfield Durante su carrera, su padre gastaría hasta $20,000 al año en sus gastos de patinaje, incluyendo clases de patinaje, viajes, gastos de manutención y vestuario.
Hasta la primavera de 1970, Hamill asistió a las escuelas públicas en Riverside, pero en ese momento cambió a una pequeña escuela con tutoría flexible para acomodar su horario de patinaje. Ella asistió y se graduó en la escuela secundaria de Colorado Academy.

## Carrera
El primer éxito nacional de Hamill vino en 1969, cuando ella ganó el título femenino de novata en los Campeonato estadounidense a la edad de 12 años. Más tarde esa primavera, Hamill fue invitado a actuar en el Madison Square Garden  con la gira de exhibición (en años posteriores conocido como Champions on Ice) que siguió el Campeonato Mundial de Patinaje Artístico sobre Hielo de 1969. Se ubicó en segundo lugar en el nivel junior en el Campeonato de 1970, e hizo su debut en 1971. La Asociación de Patinaje Artístico de los Estados Unidos organizó para que fuera entrenada por Carlo Fassi cuando comenzó a competir internacionalmente.
Hamill fue campeona de los Estados Unidos de 1974 a 1976. En los Campeonatos Mundiales de 1974 en Munich, Alemania, se ubicó en el tercer puesto después de las cifras obligatorias y el programa corto. Ella se puso a patinar directamente después de que la patinadora alemana Gerti Schanderl, cuyas marcas fueron abucheados mientras Hamill ya estaba en el hielo. Visiblemente alterado, Hamill dejó la pista de hielo y se echó a llorar. Después de que la muchedumbre se estableció, ella volvió a la pista de hielo y ganó la medalla de plata detrás de Christine Errath de la República Democrática Alemana.
Hammill compitió con una pierna derecha lesionada en el Campeonato de los Estados Unidos de 1975. Ella dijo que su pierna estaba bien después de recibir el tratamiento de un tendón de la pierna (antes se cree que se tiró de los ligamentos), mientras que la formación en Denver durante el mes antes de los Campeonatos Mundiales de 1975. Ella ganó la plata en los mundiales en Colorado Springs, Colorado, detrás de Dianne de Leeuw de los Países Bajos y delante de Errath.
Hamill se sintió decepcionada por su actuación en los Campeonatos de los Estados Unidos de 1976, admitiendo que estaba sorprendida por Linda Fratianne porque no había entrenado adecuadamente. Inmediatamente después de los campeonatos nacionales, su entrenador Carlo Fassi salió de Estados Unidos para acompañar a su otro alumno estrella, John Curry, al Campeonato de Europa, dejando a Hamill sin entrenador con los Juegos Olímpicos a sólo unas semanas de distancia. Ella estaba satisfecha con su trabajo juntos y quería llevarlo a los Juegos Olímpicos como su entrenador de registro. Sin embargo, la USFSA rechazó su solicitud y se reunió con Fassi para un breve período de entrenamiento en Alemania antes de los Juegos Olímpicos.
En los Juegos Olímpicos de Invierno de 1976 en Innsbruck, Austria, Hamill llegó en segundo lugar en las cifras y luego ganó los programas cortos y largos, tomando la medalla de oro. Ella fue la última patinadora en ganar las Olimpiadas sin un triple salto. Hamill también ganó el Campeonato Mundial de 1976 y luego se convirtió en profesional.
A Hamill se le atribuye el desarrollo de un nuevo movimiento de patinaje - un giro de camel que se convierte en un giro sentado - que se conoce como el "Hamill camel". El estilizado peinado que usó durante su actuación olímpica fue creado por el estilista Yusuke Suga y comenzó una moda, conocida como la apariencia "corta y atrevida". Sus gafas con marcos de gran tamaño también comenzó una tendencia en la década de 1970. Los medios de comunicación la calificaron de "el amor de América".
Hamill fue un headliner de Ice Capades de 1977-1984. Le pidieron que se uniera a Ice Capades por Donna Atwood, que había sido su estrella durante años y que finalmente había adquirido el control financiero de los Ice Capades. A Hamill se le pidió que fuera el sucesor de Atwood como su nueva estrella. Después de que Ice Capades se doblara debido a la competencia y a los gustos cambiantes, Hamill y su esposo compraron los activos de la compañía con dificultades financieras en 1993 para restablecer su éxito anterior, pero declararon su quiebra en 1994 y lo vendieron a International Family Entertainment, de Pat Robertson, en 1995.
En 1993, la Associated Press  publicó los resultados de un estudio deportivo nacional, mostrando que Hamill fue estadísticamente empatado por el primer lugar con su compatriota olímpica, Mary Lou Retton como el atleta más popular en Estados Unidos muy por delante de otras grandes estrellas como Michael Jordan, Magic Johnson, Troy Aikman, Dan Marino, Wayne Gretzky, Joe Montana, Nolan Ryan y otros 800 atletas.
Hamill ha seguido patinando en espectáculos, incluyendo un papel principal regular con Broadway on Ice. Fue invitada especial en el espectáculo de patinaje de Brian Boitano-Barry Manilow en AT&T Park en San Francisco en 2007.
En febrero de 2013, fue revelado que Hamill formaría parte del elenco de la temporada 16 de Dancing with the Stars, siendo emparejada con el bailarín profesional Tristan MacManus. Después de sólo dos bailes, el 26 de marzo de 2013 se vio obligada a retirarse de la competencia por consejo de su cirujano de columna debido a una severa tensión en su espalda baja que fue causada durante la práctica.
El 3 de marzo de 2017, Hamill fue anunciada como una de las 16 celebridades que participan en el concurso de cocina en la cadena de televisión Food Network, Trinchado. Fue presentada en el episodio "Star Power: Culinary Muscle", junto al exfutbolista de la NFL LaMarr Woodley, la esgrimista y medallista Mariel Zagunis, y la actual luchadora femenina de la UFC Paige VanZant. Hamill fue la tercera y última competidora en ser eliminada, desapareciendo poco a poco el avance a la final, perdiendo ante Paige VanZant en la ronda final.

## Vida personal
Hamill escribió una autobiografía titulada On and Off the Ice. Se casó y se divorció dos veces: con el cantante y actor Dean Paul Martin (1982–1984), y luego con Kenneth Forsythe (1987–1995), con quien tuvo una hija llamada Alexandra. Hamill se casó con su tercer esposo, John MacColl, en 2009. Su segunda autobiografía A Skating Life: My Story, fue publicada en 2007.
Durante gran parte de su vida adulta, Hamill ha experimentado una depresión crónica, que se controla mediante medicamentos y terapia. Su hija también sufre la misma condición. En 2008, Hamill anunció que estaba siendo tratada por cáncer de mama.
Hamill fue mentora de la campeona nacional de Estados Unidos Rachael Flatt. Flatt, al igual que Hamill, entrenó en Colorado Springs, Colorado.

## Puntos destacados de competencias
| Internacional                   | Internacional | Internacional | Internacional | Internacional | Internacional | Internacional | Internacional | Internacional |
| Event                           | 68–69         | 69–70         | 70–71         | 71–72         | 72–73         | 73–74         | 74–75         | 75–76         |
| ------------------------------- | ------------- | ------------- | ------------- | ------------- | ------------- | ------------- | ------------- | ------------- |
| Juegos Olímpicos de Invierno    |               |               |               |               |               |               |               | 1.º           |
| Campeonato Mundial              |               |               |               | 7.º           | 4.º           | 2.º           | 2.º           | 1.º           |
| Trofeo de Nebelhorn             |               |               |               | 1.º           |               |               |               |               |
| Patinaje de Praga               |               |               |               |               | 1.º           |               |               |               |
| Trofeo de Richmond              |               |               |               |               | 1.º           |               |               |               |
| St. Gervais                     |               |               |               | 1.º           |               |               |               |               |
| Nacional                        |               |               |               |               |               |               |               |               |
| Campeonato Estadounidense       | 1.º N         | 2.º J         | 5.º           | 4.º           | 2.º           | 1.º           | 1.º           | 1.º           |
| Niveles: N = Novato; J = Junior |               |               |               |               |               |               |               |               |

## Récords y logros

### Aficionada
- Campeona olímpico(1976)
- Campeona mundial(1976)
- Tres veces Campeona Nacional de los Estados Unidos (1974–1976)
- Inventó el Hamill camel, un salto de camel seguido de un giro de sentada.

### Profesional
- Campeona mundial profesional (1983–1987)

### Premios
- Premio Nacional Young American Award por los Boy Scouts de América.
- Ganó el Premio Daytime Emmy – Logro Individual Destacado en las Artes Escénicas - Presentador/Presentadora para Romeo y Julieta sobre hielo (1983)
- Inducido en el Salón de la Fama del Patinaje Artístico de Estados Unidos(1991)
- Premio de la Placa de Oro de la Academia de Logros (1996)
- Inducido en el Salón Mundial de la Fama del Patinaje Artístic (2000)
- La pista de patinaje de Dorothy Hamill Archivado el 4 de diciembre de 2011 en Wayback Machine. en su ciudad natal de Greenwich, Connecticut se nombra después de ella.